# John Eldredge
Pour les articles homonymes, voir Eldredge.
John Eldredge (né le 30 août 1904 à San Francisco, en Californie et mort  le 23 septembre 1961  à Laguna Beach, en Californie) est un acteur américain.

## Filmographie partielle

### Cinéma
- 1934 : L'Homme aux deux visages (The Man with Two Faces)
- 1935 : L'Intruse (Dangerous) de Alfred E. Green
- 1936 : Suivez votre cœur (Follow Your Heart) de Aubrey Scotto
- 1937 : Monsieur Dodd prend l'air (Mr. Dodd Takes the Air) de Alfred E. Green
- 1937 : Petit Démon (The Holy Terror) de James Tinling
- 1937 : One Mile from Heaven de Allan Dwan
- 1939 : Hommes sans loi (King of the Underworld) de Lewis Seiler
- 1939 : Le Gangster espion (Television Spy) de Edward Dmytryk
- 1940 : L'Étrange Cas du docteur Kildare (Dr. Kildare's Strange Case) de Harold S. Bucquet
- 1941 : L'Île de l'épouvante (Horror Island) de George Waggner
- 1941 : La Grande Évasion (High Sierra) de Raoul Walsh
- 1942 : Cinquième Colonne (Saboteur) de Alfred Hitchcock
- 1946 : Alibi suspect (Dark Alibi) de Phil Karlson
- 1947 : Second Chance de James Tinling
- 1949 : Quand viendra l'aurore (Top o' the Morning)
- 1951 : Discrétion assurée (No Questions Asked) de Harold F. Kress
- 1951 : Un Américain à Paris (An American in Paris) de Vincente Minnelli
- 1952 : Scaramouche de George Sidney
- 1952 : L'Homme à l'affût (The Sniper) de Edward Dmytryk
- 1953 : Les Envahisseurs de la planète rouge (Invaders from Mars) de William Cameron Menzies
- 1953 : Filles dans la nuit (Girls in the Night) de Jack Arnold
- 1956 : Marqué par la haine (Somebody Up There Likes Me) de Robert Wise
- 1957 : L'Arbre de vie (Raintree County) de Edward Dmytryk
- 1958 : Les Monstres sur notre planète (I Married a Monster from Outer Space) de Gene Fowler Jr.

### Télévision
- 1960 : Au nom de la loi : saison 3 épisode 4 (La ville de la terreur/ The looters) : Phineos Porter